# Сапар
Сапар (на сръбски: Сапар; на албански: Capari) е село в Косово, разположено в община Гниляне, окръг Гниляне. Населението му според преброяването през 2011 г. е 208 души, от тях: 208 (100 %) албанци.

## Население
Численост на населението според преброяванията през годините:
- 1948 – 200 души
- 1953 – 228 души
- 1961 – 293 души
- 1971 – 337 души
- 1981 – 308 души
- 1991 – 244 души
- 2011 – 208 души